# Franz Weissmann
Franz Joseph Weissmann (Knittelfeld, 15 september 1911 – Rio de Janeiro, 18 juli 2005) was een Braziliaanse beeldhouwer.

## Leven en werk
De Joods-Oostenrijkse familie Weissmann emigreerde in 1924 naar Brazilië. Franz Weismann groeide op in de hoofdstad Rio de Janeiro, waar hij van 1939 tot 1941 architectuur, beeldhouwkunst en tekenen studeerde aan de Escola Nacional de Belas Artes (ENSA), van 1942 tot 1944 gevolgd door een minder academische opleiding in het atelier van de uit Polen afkomstige beeldhouwer August Zamoyski. In 1945 vertrok hij naar Belo Horizonte in de deelstaat Minas Gerais, waar hij lesgaf. Vanaf 1948 was hij docent beeldhouwkunst aan de Escola Guignard. Zijn stijl van werken veranderde geleidelijk van figuratieve kunst naar geometrisch-abstracte kunst. Zijn eerste constructivistische werk Cubo Vazado werd door de jury van de eerste Biënnale van São Paulo in 1951 geweigerd. In 1955 werd hij lid van de kunstenaarsgroepering Grupo Frente. In 1956 keerde hij, na de opheffing van de groep, terug naar Rio de Janeiro, waar hij in 1957 deelnam aan de nationale expositie concrete kunst. In 1959 was hij met onder anderen Amílcar de Castro en Hélio Oiticica oprichter van een groepering voor "neo-concrete" kunst, de Grupo Neoconcreto.
Van 1959 tot 1965 verbleef Weissmann in Europa, waar hij langdurig in Spanje verbleef (onder anderen bij Jorge Oteiza). Ook bezocht hij Azië. In de zeventiger jaren nam hij deel aan de Biënnale van Venetië in Venetië en de Biënnale Middelheim (Openluchtmuseum voor beeldhouwkunst Middelheim) in Antwerpen.

## Werken (selectie)
- Torre (1958), Museu Nacional de Belas Artes in Rio de Janeiro
- Sem Título, Parque da Catacumba in Rio de Janeiro
- Sem Título, Palácio das Artes in Belo Horizonte
- Cantoneiras (1975), Beeldenpark van het Museu de Arte Moderna (MAM/SP) in São Paulo
- Coluna Essencialista (1975), particuliere collectie
- Coluna Verde (1975), Pinacoteca do Estado in São Paulo
- Diálogo (1978), Praça da Sé in São Paulo
- Lâmine Larga em Torção no Espaço (1980), Casa IBM in Rio de Janeiro
- A Terra (1958/1983), Universidade Cândido Mendes in Rio de Janeiro
- Grande Quadrado preto com fita (1985), MAMSP in São Paulo
- Quadrodo em Torção no Espaço (1985), Casa da Cultura Laura Alvim in Rio de Janeiro
- Cubo em diagonal, vazado em lâminas, Edificio Biagi in São Paulo
- Fita (1985), Pinacoteca do Estado - Parque da Luz in São Paulo
- Escultura (1986) , Museu da Casa Brasiliera (MCB) in São Paulo
- Grande Flor Tropical (1989), Memorial da América Latina in São Paulo
- Portal (1991), Acervo Banco Itaú in São Paulo
- Estrutura Linear (1997), Jardim das Esculturas Porto Alegre in Porto Alegre
- A Poética da Forma (2004), Museu de Arte Contemporânea de Niterói

## Fotogalerij

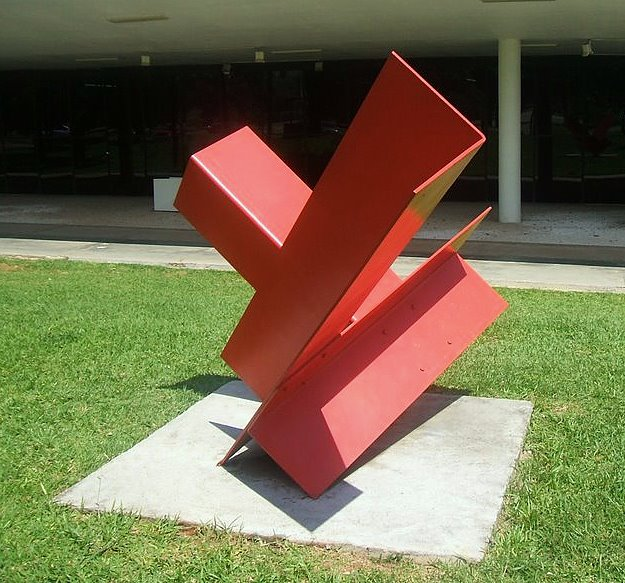
Cantoneiras (1975) in São Paulo
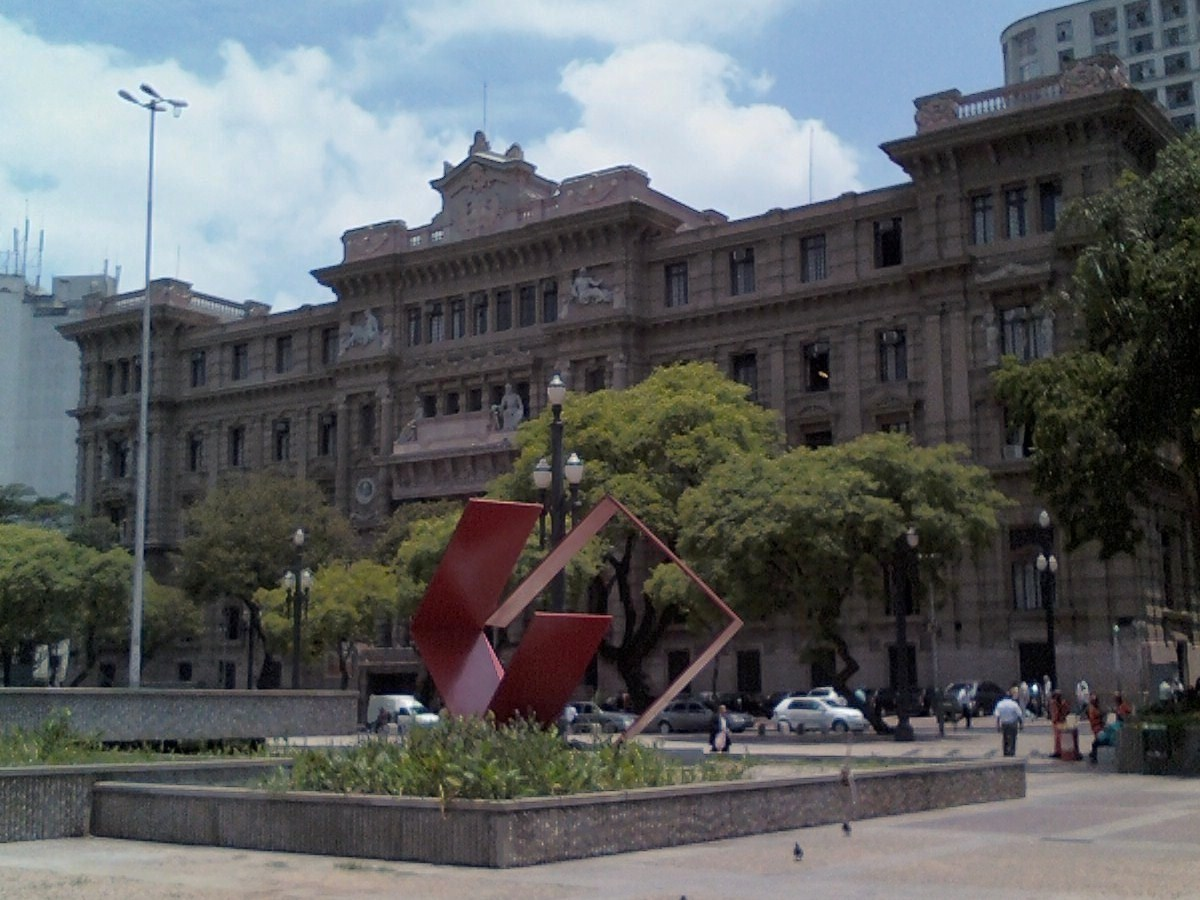
Diágolo (1978), Praça de Sé
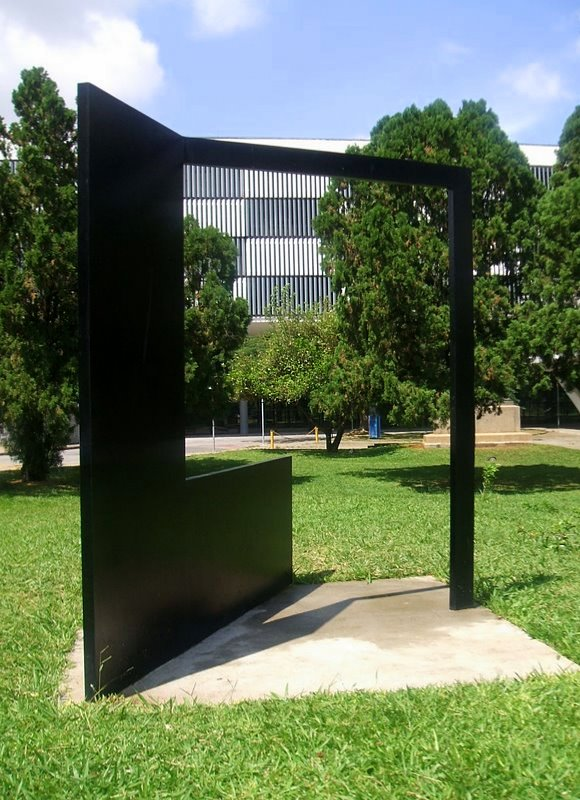
Grande quadrado (1985) in São Paulo
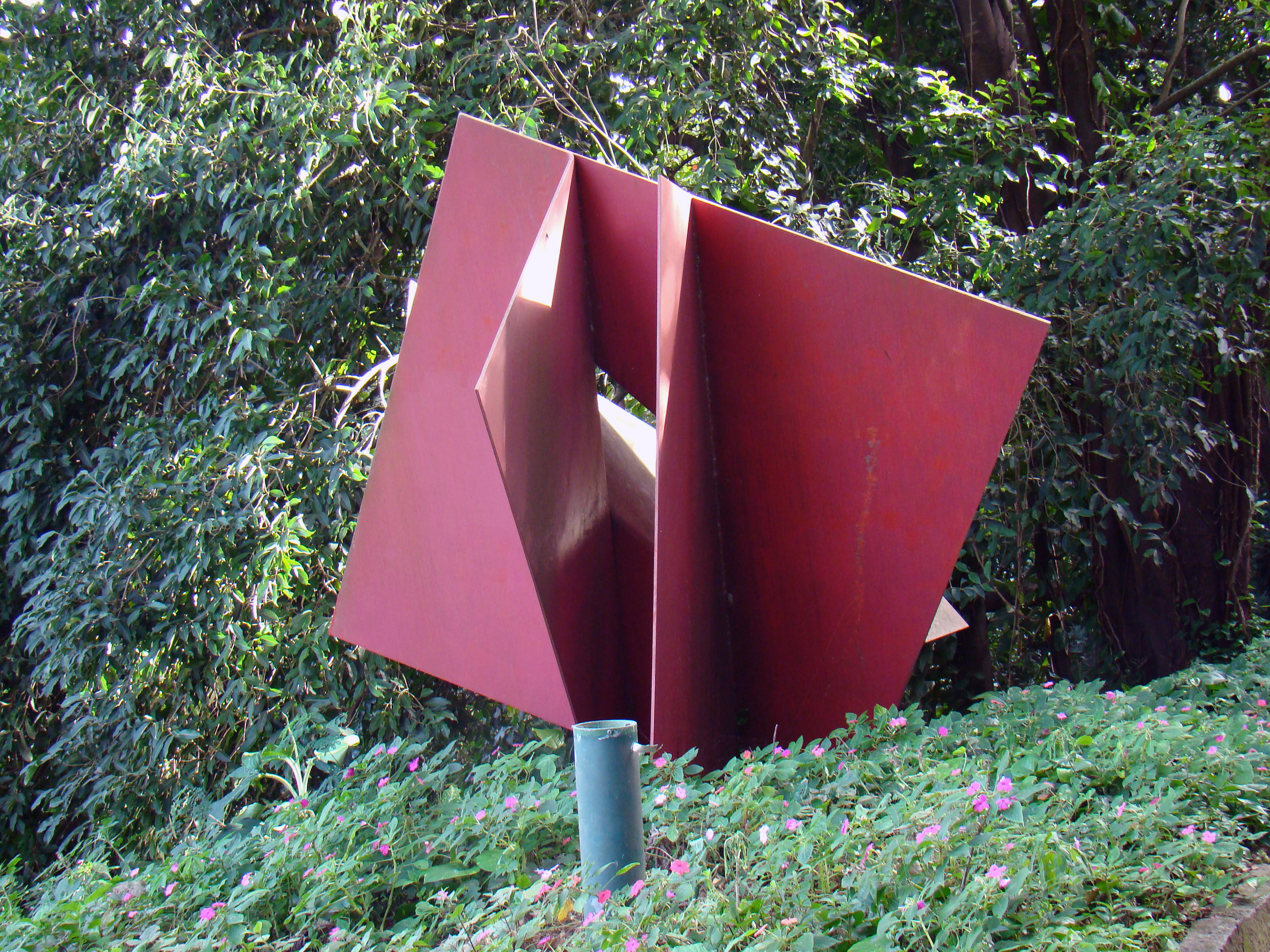
Sem Título, Parque da Catacumba
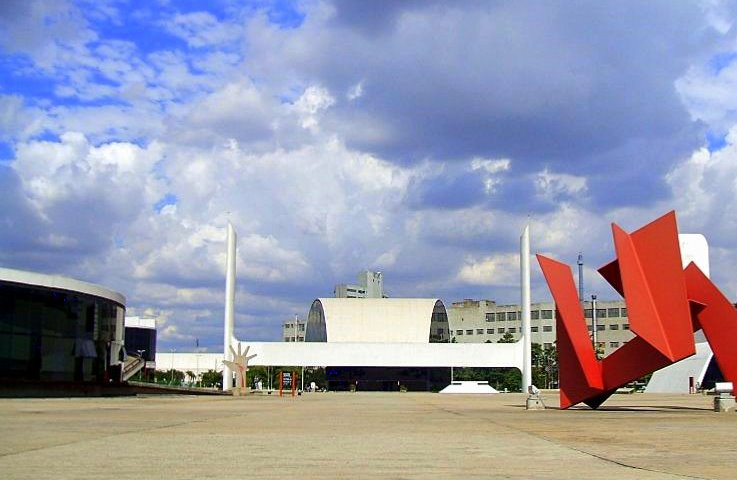
Grande Flor Tropical